# Капеллини

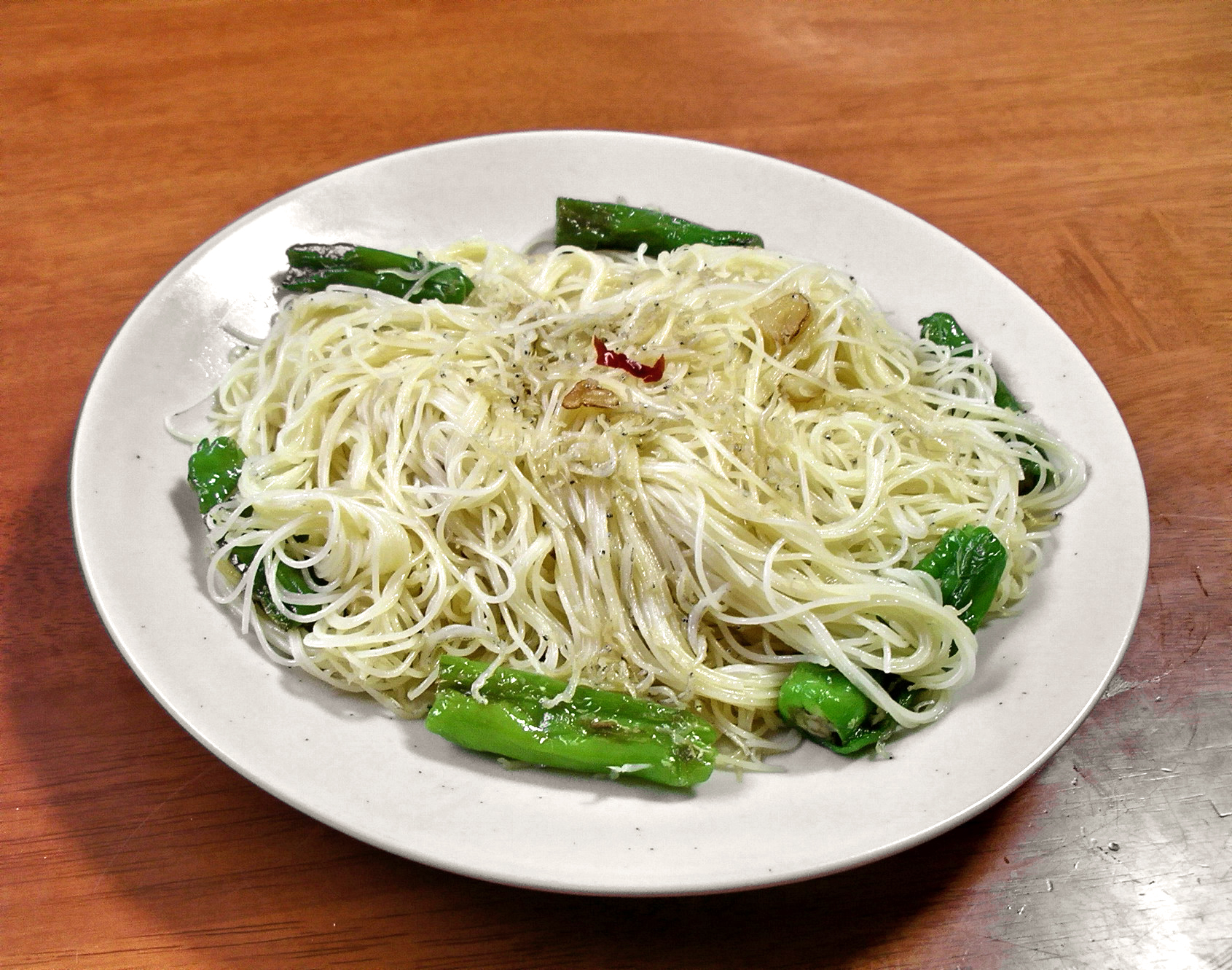
Блюдо капеллини

Капеллини (итал. capellini — тонкий волосок) — сорт итальянских макаронных изделий, родом с севера Центральной Италии.

## Описание
Капеллини представляют собой крайне тонкие, обычно 0,88 мм в диаметре, подобные спагетти макаронные изделия, принадлежащие к традиционной итальянской кухне. Наряду с близкими им, но ещё более тонкими капелли д’анджело (Capelli d’angelo) (диаметр от 0,78 до 0,88 миллиметра (0,031 и 0,035 дюйма), являются самым тонким из существующих разновидностей итальянских макарон.. Капелли д’анджело популярны в Италии, по крайней мере, с XIV века.
Капеллини готовят из муки пшеничной крупы грубого помола. Несмотря на малую толщину, капеллини при приготовлении не развариваются. Варятся в кипящей воде три минуты, что относит их одним из самых скороварящихся сортов макарон. Капеллини как правило используются как добавка при приготовлении бульонов либо подаются к столу вместе с лёгкими соусами, такими как томатный или песто.